# Ermino de' Grimaldi
(Decameron, giornata I, novella 8, 18)
Ermino de' Grimaldi è un ipotetico esponente della famiglia genovese dei Grimaldi che compare nell'ottava novella della prima giornata del Decameron di Giovanni Boccaccio.
Ricchissimo e avarissimo (anche se ai tempi di Boccacio non sembra ancora nota la oggi proverbiale avarizia dei genovesi), si trovò a dover ricevere un fine cortigiano fiorentino Guglielmo Borsiere (Guglielmo nella grafia originale), il quale dà l'occasione al Boccaccio per lodare quello che un fine cortigiano era in passato e biasimare la pochezza alla quale questa professione era scaduta ai suoi giorni. 
Erminio porta Guglielmo con altri genovesi a visitare una casa nuova, chiedendo al cortigiano, che aveva "vedute e udite molte cose", cosa potesse far dipingere sulla parete di una grande sala. Al che Guglielmo gli porse un tagliente consiglio: "Fateci dipingere la Cortesia", come a dire che è l'unica cosa che mancava in quella casa e facendo vergognare il ricco uomo, che decise da allora di cambiare vita.